# Pfastatt
Pfastatt é uma comuna francesa na região administrativa de Grande Leste, no departamento Alto Reno. Estende-se por uma área de 5,24 km². Em 2010 a comuna tinha 9 787 habitantes (densidade: 1 867,7 hab./km²).538 hab/km².